# Sigma Xi
Sigma Xi, (ΣΞ), è una Honor society di ricerca scientifica per scienziati e ingegneri che fu fondata nel 1886 presso la Cornell University da un membro junior della facoltà e da un gruppo di studenti laureati. Altri membri eletti sulla base dei risultati delle loro ricerche, reali o potenziali. 

## Descrizione
La Sigma Xi ha quasi 100.000 membri eletti in base ai risultati reali o potenziali delle loro ricerche. Essa ha più di 500 capitoli in Nordamerica e nel mondo. In aggiunta alla pubblicazione della rivista bimestrale American Scientist, Sigma Xi fornisce sovvenzioni annualmente per promuovere giovani ricercatori e sponsorizza una varietà di programmi per sostenere l'etica nella ricerca, nella scienza e la formazione in ingegneria, la pubblica comprensione delle scienze, la cooperazione internazionale nella ricerca e il generale buono stato delle imprese di ricerca. La Società risiede nel Parco del Triangolo della Ricerca nella Carolina del Nord.
Sigma Xi è stata una delle sei società di onore che fondarono il 30 dicembre 1925 l'Associazione dei College delle Honor Societies (ACHS). La sua partecipazione fu di breve durata poiché circa un decennio dopo (1933), decise di ritirarsi e operare ancora come società indipendente.
Oggi, Sigma Xi partecipa a un'associazione meno stretta di quattro delle più antiche e più prestigiose società di onore della nazione chiamata Honor Society Caucus. Esse sono: Phi Beta Kappa, Phi Kappa Phi, Sigma Xi e Omicron Delta Kappa.

## Motto e nome
Le lettere greche "Sigma" e "Xi" formano il motto acronimo della Società, Σπουδῶν Ξυνῶνες o "Spoudon Xynones," che si può tradurre in "Compagni in Ricerche Zelanti." Il termine Honor fu aggiunto al nome della Società nell'incontro annuale del 2016. Secondo il Presidente della Sigma Xi, Tee L. Guidotti,
"Sigma Xi, naturalmente, è il nostro nome di base e lo è stato da quando l'organizzazione fu fondata nel 1886 come controparte scientifica e ingegneristica alla Phi Beta Kappa. Come tutte le società di "lettera greca", sia professionali che sociali, è un acronimo del motto dell'organizzazione, Σπουδων Ξυνωνες (Spoudon Xynones), che si può tradurre come "compagni in Ricerche Zelanti." Per molti anni, eravamo noti come "Società del Sigma Xi." Nel primo ventennio del secolo, qualcuno dei leader voleva che "Sigma Xi" fosse sostituito con qualche denominazione del tipo Società di Ricerca Scientifica dell'America. Per una strana coincidenza della storia, entrambi i nomi rimasero poiché l'organizzazione negli anni 1940 si divise in un honor society accademica (Sigma Xi) e in una honor society per la ricerca applicata e l'ingegneria (La Società per la Ricerca Scientifica dell'America, denominata RESA). RESA era un'entità separata, totalmente posseduta da Sigma Xi, e rappresentava ingegneri e scienziati presso istituzioni non accademiche, quali i laboratori di ricerca statali o industriali. Per uno strano sviluppo, Sigma Xi e RESA si fusero nel 1974 e infine presero il nome di Sigma Xi, The Scientific Research Society."

## Premio William Procter
Il Premio William Procter è un prestigioso riconoscimento per la ricerca scientifica da parte della società in nome del suo membro, William Procter, che poi lo sovvenzionò anche nel 1950. Questo premio riconosce contributi in corso a ricerche scientifiche e alla capacità di comunicarne la portata a scienziati di altre discipline.

## Allievi famosi
Più di 200 Premi Nobel sono stati membri della Sigma Xi, tra i quali Albert Einstein, Enrico Fermi, Linus Pauling, Francis Crick, James Watson e John Goodenough.